# Yéhoun
Yéhoun, également orthographié Yéhon, est une commune rurale située dans le département de Founzan de la province de Tuy dans la région des Hauts-Bassins au Burkina Faso.

## Géographie
Yéhoun se trouve à 15 km au sud-ouest de Kovio.

## Santé et éducation
Le centre de soins le plus proche de Yéhoun est le centre de santé et de promotion sociale (CSPS) de Kovio.